# Хайденау (Нордхайде)
Хайденау (нем. Heidenau) — община в Германии, в земле Нижняя Саксония.
Входит в состав района Харбург. Подчиняется управлению Тоштедт. Население составляет 2145 человек (на 31 декабря 2010 года). Занимает площадь 38,71 км².
Коммуна подразделяется на 7 сельских округов.